# Баямон
Баямо́н (исп. Bayamón) — город и муниципалитет свободно ассоциированного государства Пуэрто-Рико в составе США. Основан 22 мая 1772 года.
Площадь муниципалитета составляет 115,34 км² (37-е место по этому показателю среди 78 муниципалитетов Пуэрто-Рико). Расположен в северной части Пуэрто-Рико в плодородной долине, с благоприятными климатическими условиями для выращивания табака, грейпфрутов, овощей, кофе и сахарного тростника.
Согласно переписи 2010 года на территории муниципалитета проживало 208 116 жителей.

## История
Город Баямон был основан 22 мая 1772 года Хуаном Рамиресом Арельяно. По одной из версий, название происходит от имени местного индейского вождя Бахамона. По другой от названия на индейском языке таино, Bayamongo — одной из рек в окрестностях города.

## Населённые пункты
Главным населённым пунктом и столицей муниципалитета Баямон является одноимённый город, второй по величине в Пуэрто-Рико после Сан-Хуана:
| Населённый пункт | Статус | Население:    | Население:    | Население:    |
| Населённый пункт | Статус | на 01.04.1990 | на 01.04.2000 | на 01.04.2010 |
| ---------------- | ------ | ------------- | ------------- | ------------- |
| Баямон           | Город  | 202 103       | 203 499       | 208 116       |

## Известные уроженцы и жители
- Вергилий Давила (1869—1943) — пуэрто-риканский поэт и общественно-политический деятель.
- Эктор Камачо (1962—2012) — пуэрто-риканский боксёр, профессионал, выступавший в различных лёгких весовых категориях.
- Ядьер Молина (р. 1982) — пуэрто-риканский бейсболист, выступающий за клуб главной лиги бейсбола «Сент-Луис Кардиналс».